# Герб Люблинця
Герб Люблинця затверджений рішенням сесії Люблинецької селищної ради 26 березня 2008 року. Перезатверджено 11 серпня 2019 року.
Автор — А. Гречило.

## Опис герба
У срібному полі 4 сині мечі вістрями додолу, два крайні вище від двох середніх, над ними — чорна підкова вухами догори.
Щит вписаний у декоративний картуш і увінчаний срібною міською короною.

## Зміст
Срібне поле герба означає великі поклади крейди в селищі, а чотири сині мечі вістрями до низу — 4 люблинецькі панцирні латники, які володіли 10 волоками у селі і мали за це ставати до військової служби. Підкова символізує щастя та адміністративну приналежність до Ковельського району.